# Chenopodium chenopodioides
Chenopodium chenopodioides là loài thực vật có hoa thuộc họ Dền. Loài này được (L.) Aellen mô tả khoa học đầu tiên năm 1933.